# Rockwell X-30
X-30 National Aero-Space Plane (NASP) — проект перспективного многоразового космического корабля — одноступенчатой аэрокосмической системы-космолёта (АКС) нового поколения с горизонтальным стартом и посадкой, разрабатываемый США для создания надёжного и простого средства массового вывода людей и грузов в космос. Проект приостановлен и в настоящее время проводятся исследования гиперзвуковых беспилотных экспериментальных летательных аппаратов (Boeing X-43) для создания прямоточного гиперзвукового двигателя.

## История
Разработка NASP началась в 1986 г. после проведённых Defense Advanced Research Projects Agency (DARPA) исследований по проекту Copper Canyon (1982—1985). В своём обращении в 1986 г. президент США Рональд Рейган объявил:

…Восточный экспресс, который будет построен в следующем десятилетии, сможет взлететь из аэропорта Даллес и, разогнавшись до скорости в 25 раз выше скорости звука, выйти на орбиту или совершить полёт в Токио за 2 часа.

Программа NASP, финансируемая NASA и министерством обороны США, велась с участием фирм McDonnell Douglas, Rockwell International и General Dynamics работавшими над созданием планера и оборудования гиперзвукового одноступенчатого космоплана. Фирмы Rocketdyne и Pratt & Whitney работали над созданием гиперзвуковых прямоточных двигателей.

## Конструкция

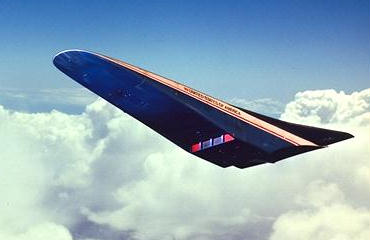
X-30 в облаках.

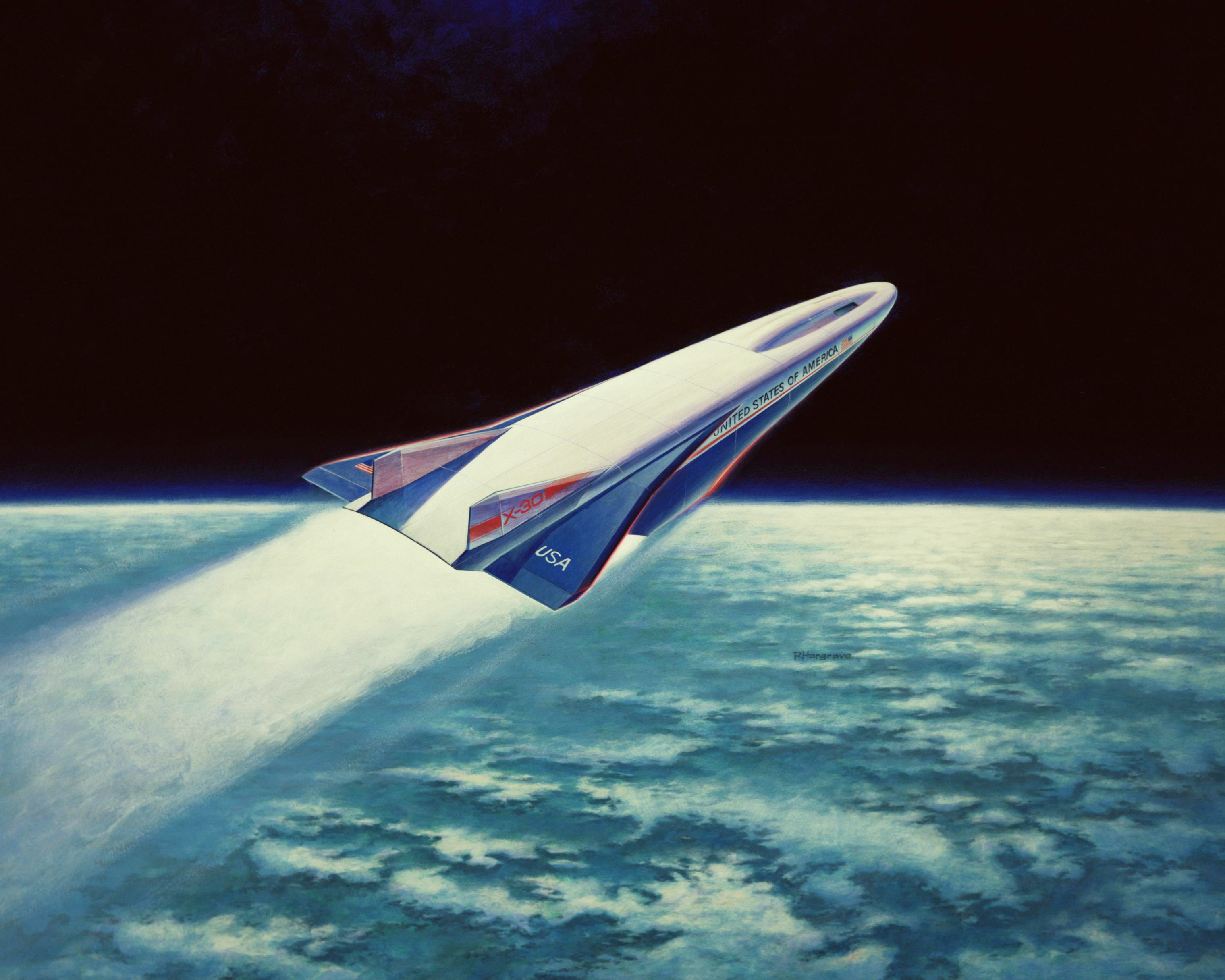
X-30 выходит на орбиту, рисунок 1990 года.

Аэродинамическая конфигурация X-30 разработана для обеспечения работы прямоточных двигателей и фактически фюзеляж скомпонован вокруг двигателей.
Передняя часть фюзеляжа при полёте создаёт скачок уплотнения для сжатия воздуха перед воздухозаборником. Задняя часть фюзеляжа интегрирована с соплами двигателей и обеспечивает расширение потока выхлопных газов.
Кроме того, аэродинамическая конфигурация должна обеспечить получение подъёмной силы за счёт сжатия воздушного потока. Система скачков уплотнения, создаваемых фюзеляжем, обеспечивает большую часть подъёмной силы. Небольшие крылья X-30 служат в основном для улучшения устойчивости и управления траекторией полёта. Такая конфигурация называется «Compression Lift» и оптимальна для полётов с высокими сверхзвуковыми скоростями, но неудобна для взлёта, посадки и дозвукового полёта.
Обшивка большей части конструкции X-30 по расчётам может нагреваться в полёте до 980 °C , максимальная температура носовой части фюзеляжа, передних кромок крыла и частей двигателя может быть около 1650 °C. Поэтому в конструкции X-30 должны применяться лёгкие жаростойкие материалы, сплавы титана и алюминия, такие как альфа- и гамма-алюминиды титана, углерод-углеродные композиты, титановые композиты с металлической матрицей и кремнийуглеродными волокнами.
Фирма McDonnell Douglas использовала титановые композиты с металлической матрицей для создания опытного образца секции фюзеляжа 1,2 м в высоту, 2,7 м в ширину и 2,7 м в длину, названной «Task D». Секция фюзеляжа и интегрированный с ней композитный криогенный бак для жидкого водорода были протестированы с заполнением бака жидким водородом при температурах обшивки до 820 °C и расчётных механических нагрузках в 1992 году перед приостановкой программы.
По требованиям министерства обороны США X-30 должен был иметь экипаж из 2 человек и нести небольшую нагрузку. Пилотируемый космоплан с соответствующими системами управления и жизнеобеспечения оказался слишком большим, тяжёлым и дорогостоящим для опытного демонстратора технологий. В результате программа создания X-30 была остановлена, но исследования в области одноступенчатых средств вывода с горизонтальным стартом и гиперзвуковых прямоточных двигателей в США не прекратились. В настоящее время работы ведутся над небольшим беспилотным аппаратом Boeing X-43 «Hyper-X» для испытаний прямоточного двигателя.